# Euro ’70
Euro ’70 war eine Großevangelisation der Deutschen Evangelischen Allianz mit dem US-amerikanischen baptistischen Prediger Billy Graham, die vom 5. bis 12. April 1970 in der Westfalenhalle in Dortmund stattfand und durch Fernsehübertragungen in über 35 weitere Städte in Deutschland und Europa über 100.000 Menschen erreichte.
Die Veranstaltung bot allabendlich ein musikalisches Vorprogramm mit dem eigens für das Event zusammengestellten Euro Chor unter der Leitung von Klaus Heizmann sowie im Anschluss die Predigt von Billy Graham, die von Peter Schneider ins Deutsche übersetzt wurde. Simultanübersetzungen fanden in Kroatisch, Dänisch, Niederländisch, Französisch, Norwegisch und Walisisch statt.
Aus dem Anliegen von Euro ’70 entstand in den 1990er Jahren ProChrist.

## Publikationen
- Gerhard Kiefel: Fazit Euro ’70. Die Billy-Graham-Evangelisation: Eine Herausforderung an Verkündigung und Seelsorge der Kirche. Schriftenmissionsverlag, Gladbeck 1971, DNB 730266958.
- Musikalische Höhepunkte aus der Euro ’70 Teleevangelisation mit Billy Graham. Jugend für Christus, 1971, DNB 100017932X.
- Euro ’70 – Where East Meets West. World Wide Recordings, USA.